# Trichophorum mattfeldianum
Trichophorum mattfeldianum är en halvgräsart som först beskrevs av Georg Kükenthal, och fick sitt nu gällande namn av S.Yun Liang. Trichophorum mattfeldianum ingår i släktet tuvsävssläktet, och familjen halvgräs. Inga underarter finns listade i Catalogue of Life.